# Shinji Okazaki
Shinji Okazaki (岡崎慎司 Okazaki Shinji?, Takarazuka, Hyōgo, 16 de abril de 1986) es un exfutbolista japonés. Jugaba como delantero y su último club fue el Sint-Truidense de Bélgica.

## Trayectoria

### Shimizu S-Pulse
Okazaki se fichó su primer contrato profesional con el Shimizu S-Pulse luego de graduarse de la escuela secundaria Takigawa Daini en 2004. Okazaki jugó 5 temporadas con el club, anotando 49 goles en 154 partidos en todas las competiciones.

### Alemania
El 30 de enero de 2011 se unió al VfB Stuttgart de la Bundesliga alemana, firmando contrato hasta 2014. Hizo su debut competitivo en un partido por la Europa League frente al Benfica el 17 de febrero. Tres días después debutó en la Bundesliga frente al Bayer Leverkusen. Anotó su primer gol en un partido frente al Hannover 96 el 9 de mayo de ese mismo año.
El 25 de junio de 2013 fichó por el Maguncia 05 de la 1. Bundesliga alemana.

### Leicester City
En 2015 pasó a formar parte de las filas del Leicester City siendo titular habitual y ayudó al equipo a ganar su primera Premier League en la temporada 2015-16. Abandonó el club al finalizar la temporada 2018-19 tras anotar 19 goles en los 137 partidos que jugó.

### España
El 30 de julio de 2019 el Málaga Club de Fútbol hizo oficial su incorporación por una temporada. El 3 de septiembre se hizo oficial la rescisión del contrato, marchándose del equipo sin llegar a debutar en partido oficial debido al límite salarial impuesto. Entonces, el 4 de septiembre, la Sociedad Deportiva Huesca anunció su incorporación por una temporada más otra opcional, despidiéndose del club pasados esos dos años. El 31 de agosto de 2021 se unió al F. C. Cartagena para toda la temporada.

### Retirada en Bélgica
Después de tres años en España se marchó a Bélgica, firmando en agosto de 2022 por el Sint-Truidense. Siendo todavía jugador de este equipo, y tras sufrir varios problemas físicos, en febrero de 2024 anunció su retirada al finalizar la temporada.

## Selección nacional
Okazaki fue un miembro regular de la selección de fútbol de Japón, comenzando su carrera internacional con el combinado sub-23 de ese país, al cual representó en los Juegos Olímpicos de Pekín de 2008. Con la selección mayor acumuló un total de 50 goles en 119 partidos.
Fue convocado, con 24 años, para disputar la Copa Mundial de Fútbol de 2010 disputada en Sudáfrica. Japón hizo una gran campaña clasificando a octavos y Okazaki disputó los 4 partidos, entrando siempre en el segundo tiempo: a los 69' contra Camerún, a los 77' ante Países Bajos y a los 65' en la victoria japonesa 3-1 contra Dinamarca, marcando el tercer gol japonés. En octavos entró en el minuto 65' ante Paraguay 0-0 en tiempo normal más suplementario, perdiendo por penales.
El 12 de mayo de 2014 fue incluido por el entrenador Alberto Zaccheroni en la lista final de 23 jugadores que representaron a Japón en la Copa Mundial de Fútbol de 2014 en Brasil. En el mundial brasileño, disputó los 3 partidos de Japón en la primera fase, con la camiseta número 9; anotó el gol nipón en la derrota 1-4 frente a Colombia.
El 31 de mayo de 2018 el seleccionador Akira Nishino lo incluyó en la lista de 23 para el Mundial.

### Participaciones internacionales
| Copa                                 | Sede      | Resultado        | Partidos | Goles |
| ------------------------------------ | --------- | ---------------- | -------- | ----- |
| Eliminatorias Asia Copa Mundial 2010 | Asia      | Clasificado      | 7        | 1     |
| Copa Mundial de Fútbol de 2010       | Sudáfrica | Octavos de final | 4        | 1     |
| Copa Asiática 2011                   | Catar     | Campeón          | 6        | 3     |
| Eliminatorias Asia Copa Mundial 2014 | Asia      | Clasificado      | 14       | 8     |
| Copa Confederaciones 2013            | Brasil    | Primera fase     | 3        | 2     |
| Copa Mundial de Fútbol de 2014       | Brasil    | Primera fase     | 3        | 1     |
| Copa Asiática 2015                   | Australia | Cuartos de final | 4        | 1     |
| Eliminatorias Asia Copa Mundial 2018 | Asia      | Clasificado      | 17       | 6     |
| Copa Mundial de Fútbol de 2018       | Rusia     | Octavos de final | 3        | 0     |
| Copa América 2019                    | Brasil    | Fase de grupos   | 3        | 0     |

### Estadísticas
- Actualizado al 8 de septiembre de 2015.

| Club                  | Año                   | Amistoso | Amistoso | Copa Asia Clasificación CA | Copa Asia Clasificación CA | Copa del Mundo | Copa del Mundo | Copa Confederaciones (1) | Copa Confederaciones (1) | Eliminatorias | Eliminatorias | Total | Total |
| Club                  | Año                   | Part.    | Goles    | Part.                      | Goles                      | Part.          | Goles          | Part.                    | Goles                    | Part.         | Goles         | Part. | Goles |
| --------------------- | --------------------- | -------- | -------- | -------------------------- | -------------------------- | -------------- | -------------- | ------------------------ | ------------------------ | ------------- | ------------- | ----- | ----- |
| Japón sub-23          | 2007                  | 3        | 0        | -                          | -                          | -              | -              | 4                        | 0                        | -             | -             | 7     | 0     |
| Japón sub-23          | 2008                  | 3        | 1        | -                          | -                          | -              | -              | 4                        | 0                        | -             | -             | 7     | 1     |
| Japón sub-23          | Total en la sub-23    | 6        | 1        | -                          | -                          | -              | -              | 8                        | 0                        | -             | -             | 14    | 1     |
| Japón                 | 2008                  | 2        | 0        | -                          | -                          | -              | -              | -                        | -                        | 2             | 0             | 4     | 0     |
| Japón                 | 2009                  | 7        | 9        | 4                          | 5                          | -              | -              | -                        | -                        | 5             | 1             | 16    | 15    |
| Japón                 | 2010                  | 10       | 1        | 1                          | 1                          | 4              | 1              | -                        | -                        | -             | -             | 15    | 3     |
| Japón                 | 2011                  | 4        | 1        | 6                          | 3                          | -              | -              | -                        | -                        | 5             | 5             | 15    | 9     |
| Japón                 | 2012                  | 3        | 1        | -                          | -                          | -              | -              | -                        | -                        | 6             | 2             | 9     | 3     |
| Japón                 | 2013                  | 8        | 4        | -                          | -                          | -              | -              | 3                        | 2                        | 3             | 1             | 14    | 7     |
| Japón                 | 2014                  | 10       | 3        | -                          | -                          | 3              | 1              | -                        | -                        | -             | -             | 13    | 4     |
| Japón                 | 2015                  | 3        | 3        | 4                          | 1                          | -              | -              | -                        | -                        | 3             | 2             | 10    | 6     |
| Japón                 | Total en la absoluta  | 47       | 22       | 15                         | 10                         | 7              | 2              | 3                        | 2                        | 24            | 11            | 96    | 47    |
| Total en la selección | Total en la selección | 53       | 23       | 15                         | 10                         | 7              | 2              | 11                       | 2                        | 24            | 11            | 110   | 48    |

(1) En la sub-23 se refiere a los Juegos Olímpicos de la Juventud y Pekín 2008.

## Clubes
- Actualizado al 10 de noviembre de 2021.

| Club                      | Div.                | Temporada           | Liga  | Liga  | Copa 1 | Copa 1 | Copa de Liga 2 | Copa de Liga 2 | Copa Internacional 3 | Copa Internacional 3 | Total | Total |
| Club                      | Div.                | Temporada           | Part. | Goles | Part.  | Goles  | Part.          | Goles          | Part.                | Goles                | Part. | Goles |
| ------------------------- | ------------------- | ------------------- | ----- | ----- | ------ | ------ | -------------- | -------------- | -------------------- | -------------------- | ----- | ----- |
| Shimizu S-Pulse Japón     | 1.ª                 | 2005                | 1     | 0     | 3      | 0      | 1              | 0              | -                    | -                    | 5     | 0     |
| Shimizu S-Pulse Japón     | 1.ª                 | 2006                | 7     | 0     | 3      | 0      | 2              | 0              | -                    | -                    | 12    | 0     |
| Shimizu S-Pulse Japón     | 1.ª                 | 2007                | 21    | 5     | 2      | 0      | 2              | 0              | -                    | -                    | 25    | 5     |
| Shimizu S-Pulse Japón     | 1.ª                 | 2008                | 27    | 10    | 2      | 1      | 5              | 0              | -                    | -                    | 34    | 11    |
| Shimizu S-Pulse Japón     | 1.ª                 | 2009                | 34    | 14    | 3      | 2      | 4              | 1              | -                    | -                    | 41    | 17    |
| Shimizu S-Pulse Japón     | 1.ª                 | 2010                | 31    | 13    | 4      | 2      | 2              | 1              | -                    | -                    | 37    | 16    |
| Shimizu S-Pulse Japón     | Total               | Total               | 121   | 42    | 17     | 5      | 16             | 2              | -                    | -                    | 154   | 49    |
| VfB Stuttgart · Alemania  | 1.ª                 | 2010-11             | 12    | 2     | -      | -      | -              | -              | 2                    | 0                    | 14    | 2     |
| VfB Stuttgart · Alemania  | 1.ª                 | 2011-12             | 26    | 7     | 3      | 0      | -              | -              | -                    | -                    | 29    | 7     |
| VfB Stuttgart · Alemania  | 1.ª                 | 2012-13             | 25    | 1     | 6      | 1      | -              | -              | 11                   | 2                    | 42    | 4     |
| VfB Stuttgart · Alemania  | Total               | Total               | 63    | 10    | 9      | 1      | -              | -              | 13                   | 2                    | 85    | 13    |
| Maguncia 05 · Alemania    | 1.ª                 | 2013-14             | 33    | 15    | 2      | 0      | -              | -              | -                    | -                    | 35    | 15    |
| Maguncia 05 · Alemania    | 1.ª                 | 2014-15             | 32    | 12    | 1      | 1      | -              | -              | 2                    | 1                    | 35    | 14    |
| Maguncia 05 · Alemania    | Total               | Total               | 65    | 27    | 3      | 1      | -              | -              | 2                    | 1                    | 70    | 29    |
| Leicester City Inglaterra | 1.ª                 | 2015-16             | 36    | 5     | 2      | 1      | 1              | 0              | -                    | -                    | 39    | 6     |
| Leicester City Inglaterra | 1.ª                 | 2016-17             | 30    | 3     | 2      | 0      | 1              | 2              | 7                    | 1                    | 41    | 6     |
| Leicester City Inglaterra | 1.ª                 | 2017-18             | 27    | 6     | 3      | 0      | 2              | 1              | -                    | -                    | 32    | 7     |
| Leicester City Inglaterra | 1.ª                 | 2018-19             | 21    | 0     | 1      | 0      | 3              | 0              | -                    | -                    | 25    | 0     |
| Leicester City Inglaterra | Total               | Total               | 114   | 14    | 8      | 1      | 7              | 3              | 22                   | 1                    | 137   | 19    |
| SD Huesca · España        | 2.ª                 | 2019-20             | 36    | 12    | 1      | 0      | -              | -              | -                    | -                    | 37    | 12    |
| SD Huesca · España        | 1.ª                 | 2020-21             | 21    | 1     | 1      | 0      | -              | -              | -                    | -                    | 22    | 1     |
| SD Huesca · España        | Total               | Total               | 57    | 13    | 2      | 0      | -              | -              | -                    | -                    | 59    | 13    |
| FC Cartagena · España     | 2.ª                 | 2021-22             | 11    | 1     | 0      | 0      | -              | -              | -                    | -                    | 11    | 1     |
| FC Cartagena · España     | Total               | Total               | 11    | 1     | 0      | 0      | -              | -              | -                    | -                    | 11    | 1     |
| Total en su carrera       | Total en su carrera | Total en su carrera | 374   | 94    | 37     | 9      | 18             | 5              | 37                   | 4                    | 458   | 111   |

## Palmarés

### Campeonatos nacionales
| Título                     | Club                 | País       | Año  |
| -------------------------- | -------------------- | ---------- | ---- |
| Premier League             | Leicester City F. C. | Inglaterra | 2016 |
| Segunda División de España | S. D. Huesca         | España     | 2020 |

### Campeonatos internacionales
| Copa          | Club (*) | Sede  | Año  |
| ------------- | -------- | ----- | ---- |
| Copa Asiática | Japón    | Catar | 2011 |

(*) Incluyendo la selección.